# Duván Zapata
Duván Zapata (Padilla, Cauca, Colombia, 1 de abril de 1991) es un futbolista colombiano que juega como delantero en el Torino F. C. de la Serie A de Italia.

## Trayectoria

### América de Cali
Debutó el 18 de mayo de 2008 donde marca su primer gol en la derrota 3 a 2 en su visita al Boyacá Chicó por la Categoría Primera A, rápidamente empezó a ser usado con mucha regularidad, no obstante convirtió en el Torneo Apertura de 2011 su primer triplete contra el Deportivo Pereira en la fecha 2, partido que terminó 3 a 2. El 26 de febrero marca el gol de la victoria 2 a 1 sobre el Envigado F. C., de nuevo el 6 de abril marca el gol del triunfo 2 por 1 sobre el Atlético Huila.
Luego del Mundial Sub-20 realizado en Colombia en el 2011, donde convirtió un gol en tres partidos, se confirma su traspaso al fútbol argentino en el equipo Estudiantes de La Plata. En total disputó en el América 65 partidos y marcó 9 goles; aunque cabe destacar que en muchos partidos jugó como suplente pocos minutos, esto debido a que en Colombia existía la norma de usar un jugador menor de 18 años por lo menos 5 minutos. Por este motivo en sus inicios era usado para cumplir la norma y era reemplazado rápidamente.

### Estudiantes de La Plata
Luego del Mundial Sub-20, donde convirtió un gol en tres partidos, se confirmó su traspaso a Estudiantes de La Plata.
Se estrenó como goleador en el fútbol argentino, el 26 de septiembre frente a Belgrano, marcando el segundo gol de su equipo en la derrota por 3 a 2. El 8 de octubre, marcó el único gol del partido frente a Boca Juniors en un amistoso. En un partido del torneo de reservas del fútbol argentino sufrió una lesión en el tobillo que lo dejó de baja durante una gran parte de la temporada 2011/12. 
Luego de su lesión, anotó un triplete contra Belgrano de Córdoba por el torneo de reservas. A la fecha siguiente del torneo de reservas volvió a anotar un triplete que le valió la convocatoria al primer equipo para la siguiente fecha y anotó su segundo gol en Argentina en la derrota por 3 a 2 contra Atlético de Rafaela. Un par de fechas más tarde, anota su tercer gol en la goleada de visitante ante Banfield (0-3).
Al finalizar el Torneo Clausura 2012, Duvan logró 4 goles en 8 partidos, y terminó con 5 en la temporada 2011/12 con 11 partidos jugados entre Apertura y Clausura. Duván fue adquirido por Estudiantes de La Plata definitivamente en el receso de invierno, equipo que compró el 50% de su pase al América de Cali.
Para la temporada 2012/13 usaría la camiseta número 9. Frente a Quilmes, en el Torneo Inicial 2012, anotó su primer gol de la temporada en la victoria por 2 a 1 sobre los "cerveceros", poniendo el marcador final. Frente a Atlético de Rafaela, por la fecha 14 del torneo inicial, anotó su primer doblete con el club poniendo el 1 a 1 (de penal) y el 3 a 1 final.
El 18 de mayo pasó de los 100 partidos en ligas locales (63 con el América de Cali y 37 con Estudiantes de la Plata).
Debido a su rendimiento hubo una posibilidad de ser fichado por el West Ham de la Premier League inglesa, pero por problemas con la visa el fichaje se descartó. Después de su fallido traspaso al fútbol inglés, Duván anotó un doblete en los octavos de final de la Copa Argentina 2012/13, marcando uno de penal al minuto 92 del juego poniendo el 2 a 1 definitivo. Durante la pretemporada del club para las competiciones de la temporada 2013/14, le anotó el gol de la victoria a Estudiantes frente al Atlético Madrid en un amistoso que ganó el club pincha 1 a 0.  A pesar de que la copa local continua desarrollándose en la temporada anterior, el torneo inicial de la temporada 2013/14 empezó en los finales de esta competición donde volvió a demostrar su buen momento con el club marcando un gol en el empate a uno entre Arsenal de Sarandí por la primera fecha. Cuando parecía que iba a jugar en el Queens Park Rangers de la segunda división del fútbol inglés, incluso consiguiendo esta vez la visa de trabajo, el técnico del club Harry Redknapp pidió no continuar con la negociación que estaba cifrada en 6.4 millones de libras esterlinas. Así mismo, durante ese periodo se frustraron las negociaciones con los clubes Benfica de Portugal y el Lyon de Francia, además de la ya caída negociación con el West Ham.

### SSC Napoli

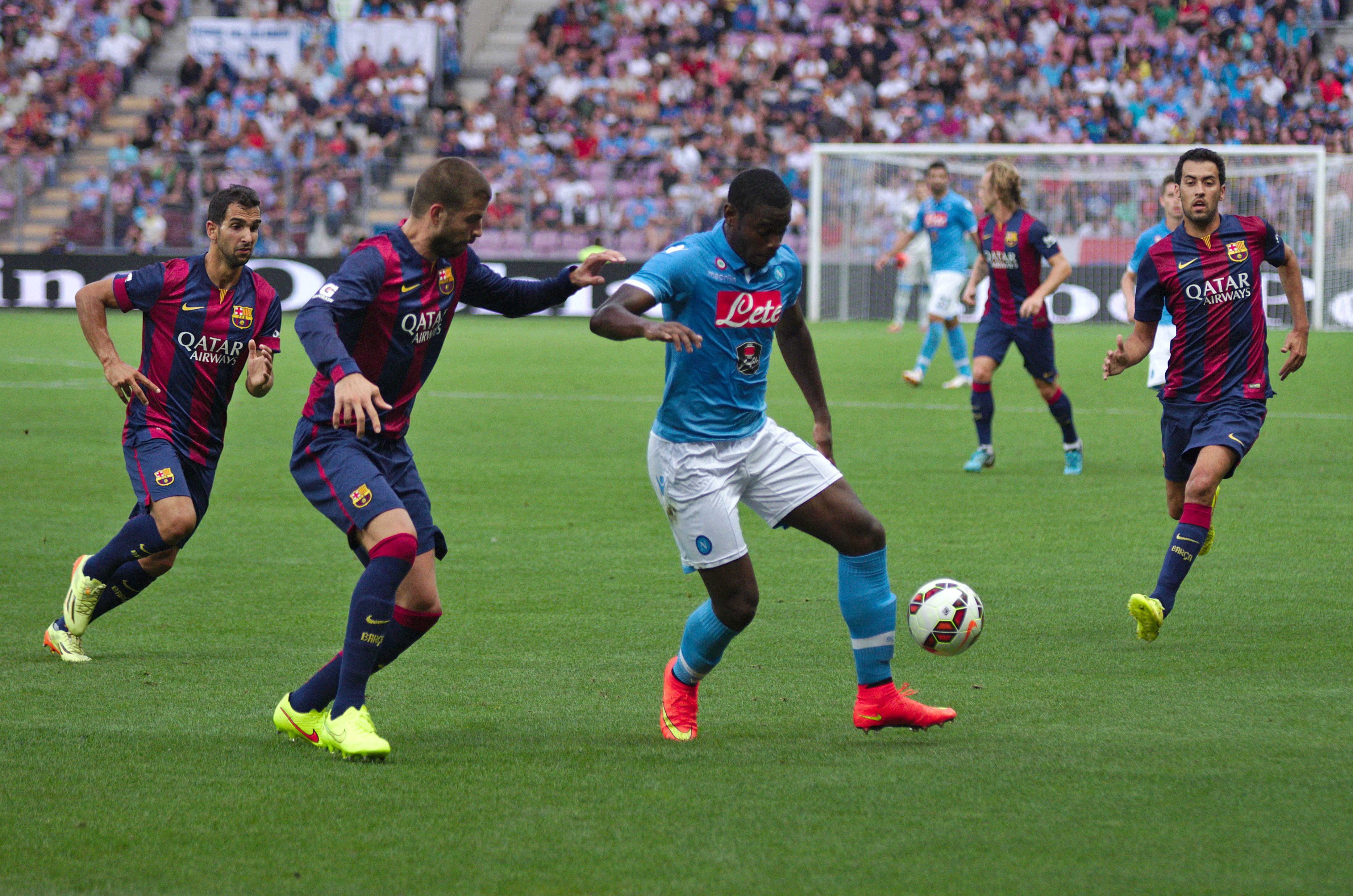
Duván Zapata disputando un partido entre Napoli y Barcelona en 2014.

En agosto de 2013 es contratado por el Napoli de la Serie A de Italia por las siguientes cinco temporadas en una transacción que se estipuló en 10 millones de dólares. Su debut con el Napoli fue frente al Genoa en la fecha 6 de la serie A 2013/14 jugando 60 minutos. Marcó su primer gol con el Napoli en la tercera fecha de la fase de grupos de la Liga de Campeones en la victoria 1 a 2 del Napoli frente al Marsella francés. A pesar de que fue considerado como uno de los grandes fichajes del Napoli en agosto, debido a su juventud y rendimiento en la Argentina, durante su primer semestre en Italia solo convirtió 1 gol en 9 partidos, siendo titular solo en un partido jugando solamente 60 minutos de dicho partido, por lo cual el Napoli, el 18 de diciembre, anunció a Duván Zapata como decible, más no como transferible debido a que Rafael Benítez, aunque no teniéndolo muy en cuenta, lo consideraba como jugador fundamental en el club debido a su juventud y por el rendimiento que había mostrado en los pocos minutos de juego. Su segundo gol se dio en los octavos de final de la Liga Europea marcando el 2 a 2 definitivo frente al Porto, no obstante cayeron en el global 3 a 2 por haber perdido el partido de ida 1 a 0. En la fecha 30 de la Serie A jugó como titular su primer partido en el 2014 frente al Catania; en dicho partido marcó dos goles con los que el Napoli ganó 4 a 2 siendo él la figura del encuentro. El 3 de mayo gana su primer título con el Napoli derrotando en la final de la Copa Italia a la Fiorentina por 3 a 1, aunque no jugó si hizo parte de la convocatoria para el partido.
El 22 de diciembre ganó la Supercopa de Italia. Durante su segunda temporada con el Napoli fue utilizado a menudo como sustituto de Gonzalo Higuaín, delantero titular del club. Al final de la temporada totalizó 31 presencias y 8 goles.

### Udinese Calcio
El 22 de julio de 2015 llegó cedido por dos temporadas al Udinese. Debutaría el 16 de agosto por la tercera ronda de la Copa Italia en la victoria 3 a 1 contra el Novara entrando al 71 y dando una asistencia.
El 27 de septiembre al anotar su tercer gol de forma consecutiva sufriría una lesión del tendón femoral derecho que lo dejaría cuatro meses fuera de las canchas.
El 8 de mayo de 2016 anota el gol que certifica la permanencia del Udinese para la temporada 2016-17 en la Serie A, en el empate a 1 gol frente Atalanta por la fecha 37 de la Serie A.
Su primer gol de la temporada 2016-17 lo marcaría el 18 de septiembre en la derrota de su club 1-2 contra el Chievo Verona. El 5 de marzo marcó el gol de su equipo en el empate a un gol frente a la Juventus. Terminó la temporada con 10 goles y 38 presencias en la liga (más una presencia y un gol en Copa Italia).

### UC Sampdoria
El 31 de agosto es presentado como nuevo jugador de la Sampdoria de la Serie A cedido por un año con obligación de compra de 22 millones de euros. Debuta con gol el 17 de septiembre marcando a los 18 segundos de haber iniciado el juego en el empate a dos goles en su visita al Torino. El 28 de enero marca el gol de la victoria por la mínima a los 81 minutos como visitantes en el Olímpico de Roma frente a la AS Roma. El 3 de abril le da la victoria a su club en condición de visitantes por 2 a 1 en casa del Atalanta BC. El 18 de abril le da la victoria su club en el último minuto por la mínima sobre el Bologna FC luego de ingresar en el segundo tiempo.

### Atalanta Calcio

#### Temporada 2018-19
El 12 de julio de 2018 es confirmado como nuevo jugador del Atalanta Bergamasca Calcio de la Serie A de Italia cedido por dos años por 14 millones de euros. Debuta el 16 de julio ingresando a los 54 minutos en el empate a dos goles frente a FK Sarajevo por la UEFA Europa League 2018-19. Su primer gol lo marca el 9 de agosto en la goleada 4 por 1 como visitantes sobre Hapoel Haifa por la UEFA Europa League. Marca su primer gol en la Serie A el 4 de noviembre dándole la victoria 2 a 1 como visitantes contra el Bologna FC saliendo la figura del partido. El 8 de diciembre marca su primer hat-trick con el club y en Europa dándole la victoria a su club como visitantes 3 por 1 sobre su exequipo el Udinese Calcio siendo la figura del partido.
El 20 de enero de 2019 marca un póker de goles para convertirse en el máximo artillero de la liga italiana igualando al entonces goleador Cristiano Ronaldo, los cuatro goles convertidos al Frosinone Calcio. El 30 de enero marca doblete para la goleada 3 a 0 sobre la Juventus FC por la Copa Italia 2018-19 dejándolo eliminado, sería la gran figura del partido, además llegaría a su gol 100 como profesional. El 10 de febrero marca el gol de la victoria 2 por 1 como locales sobre el SPAL. El 31 de marzo vuelve y marca dos goles para darle la victoria a su club 3 por 1 sobre Parma Calcio 1913 en condición de visitantes.

#### Temporada 2019-20
El 1 de septiembre marca sus primeros dos goles en la temporada marcando en la derrota 2-3 como locales frente a Torino FC. El 15 de septiembre marca el gol de la victoria 2 por 1 como visitantes ante el Genoa, marcando un golazo de media distancia al minuto 91. El 18 de septiembre debuta en la primera fecha de la Champions League como titular en la catastrófica goleada 4 por 0 ante el Dinamo Zagreb como visitantes, el 25 del mismo mes marca en la victoria 2 a 0 sobre el AS Roma como visitantes, el 28 marca nuevamente en la goleada 4 por 1 en su visita a US Sassuolo. El 1 de octubre marca su primer gol en la Champions League en la derrota como locales 1-2 frente a Shakhtar Donetsk. El 6 de octubre vuelve a marcar en la victoria 3 por 1 sobre US Lecce además de dar una asistencia. El 8 de febrero vuelve a marcar gol para la remontada 2 por 1 como visitantes ante la ACF Fiorentina. El 1 de marzo marca su primer hat-trick de la temporada en la goleada 7 por 2 como visitantes ate US Lecce siendo a figura del partido. El 18 de julio marca el gol del empate a un gol en su visita a Hellas Verona. El 24 de julio marca el gol del empate a un gol en su visita al AC Milan. Termina su temporada el 12 de agosto en la eliminación por lo cuartos de final de la Champions League 2019-20 al caer eliminados 2-1 frente al Paris Saint-Germain, termina como goleador del equipo con 19 tantos en la temporada.

#### Temporada 2020-21
Debuta el 26 de agosto como titular y dando una asistencia en la goleada 4 por 2 en su visita al Torino FC. En su debut en la Champions League marca gol y da una asistencia en la goleada 4 por 0 como visitantes ante FC Midtjylland siendo una de las figuras del partido. El 23 de enero marca gol en la histórica victoria 3 por 0 como visitantes ante el AC Milan en San Siro. Vuelve a marca doblete el 11 de abril en la victoria 3 por 2  como visitantes ante ACF Fiorentina.

## Selección nacional

### Categorías menores
Después de estar en la preselección Sub-20 y no ser convocado para el torneo Campeonato Sudamericano Sub-20 de 2011, meses después fue convocado a miras para el Torneo Esperanzas de Toulon de 2011, donde se coronó campeón.

#### Participaciones en Copas del Mundo Juveniles
| Mundial                     | Sede     | Resultado        | PJ | GA | Asis |
| --------------------------- | -------- | ---------------- | -- | -- | ---- |
| Copa Mundial Sub-20 de 2011 | Colombia | Cuartos de final | 3  | 1  | 1    |

### Selección absoluta
Fue convocado por primera vez a la Selección Colombia el 17 de marzo de 2017 para los juegos por las Eliminatorias de Rusia 2018 contra Bolivia y Ecuador. Debutaría el 23 de marzo jugando los últimos 27 minutos del partido en la victoria por la mínima ante Bolivia entrando por Mateus Uribe. Su primer partido de titular fue con Perú, el 10 de octubre partido que terminó 1-1 y permitió al conjunto cafetero clasificarse a su sexto mundial, segundo consecutivo, saldría a los 73 minutos como una de las figuras por Wilmar Barrios.
El 14 de mayo de 2018 fue incluido por el entrenador José Pekerman en la lista preliminar de 35 jugadores para disputar la Copa Mundial de Fútbol de 2018. Al final quedaría por fuera de los 23 seleccionados a disputar el mundial de Rusia.
El 30 de mayo queda seleccionado en la lista final de 23 jugadores que disputarían la Copa América 2019 en Brasil. El 9 de junio marca su primer gol con la tricolor en la goleada 3-0 en Lima contra Perú en un amistoso, previo a una jugada de Roger Martínez empuja el balón para sentenciar el partido. El 15 de junio marca su primer gol en la Copa América 2019, aportando en el triunfo 2-0 sobre Argentina. El 19 de junio, en el segundo partido marcó el gol del triunfo 1-0 sobre Catar dándole la clasificación a la tricolor a cuartos de final. 
El 9 de octubre de 2020 abrió la goleada de Colombia 3-0 sobre Venezuela en el primer partido de las Eliminatorias a Catar 2022.

#### Participaciones enEliminatorias al Mundial
| Eliminatoria                        | Sede del Mundial       | Posición               | Resultado   | PJ | GA | Asis |
| ----------------------------------- | ---------------------- | ---------------------- | ----------- | -- | -- | ---- |
| Eliminatorias Mundial de Rusia 2018 | Rusia                  | 4°lugar 27pts          | Clasificado | 2  | 0  | 0    |
| Eliminatorias Mundial de Catar 2022 | Catar                  | 6°lugar 23pts          | Eliminado   | 11 | 1  | 1    |
| Total en Eliminatorias              | Total en Eliminatorias | Total en Eliminatorias | 1/2         | 13 | 1  | 1    |

#### Participaciones enCopas América
| Torneo                 | Sede                   | Resultado              | PJ | GA | Asis |
| ---------------------- | ---------------------- | ---------------------- | -- | -- | ---- |
| Copa América 2019      | Brasil                 | Cuartos de final       | 4  | 2  | 0    |
| Copa América 2021      | Brasil                 | Tercer lugar           | 7  | 0  | 0    |
| Total en Copas América | Total en Copas América | Total en Copas América | 11 | 2  | 0    |

#### Goles internacionales
| # | Fecha                | Lugar                                                          | Rival     | Gol   | Resultado | Competición                      |
| - | -------------------- | -------------------------------------------------------------- | --------- | ----- | --------- | -------------------------------- |
| 1 | 9 de junio de 2019   | Estadio Monumental, Lima, Perú                                 | Perú      | 0 - 3 | 0 - 3     | Amistoso                         |
| 2 | 15 de junio de 2019  | Itaipava Arena Fonte Nova, Salvador, Brasil                    | Argentina | 0 - 2 | 0 - 2     | Copa América 2019                |
| 3 | 19 de junio de 2019  | Estadio Morumbi, São Paulo, Brasil                             | Catar     | 1 - 0 | 1 - 0     | Copa América 2019                |
| 4 | 9 de octubre de 2020 | Estadio Metropolitano Roberto Meléndez, Barranquilla, Colombia | Venezuela | 1 - 0 | 3 - 0     | Eliminatorias Sudamericanas 2022 |

## Estadísticas

### Clubes
Actualizado al último partido disputado el 5 de octubre de 2024.
| Club                              | Div.          | Temporada     | Liga  | Liga  | Liga   | Copas nacionales | Copas nacionales | Copas nacionales | Copas internacionales | Copas internacionales | Copas internacionales | Total | Total | Total  |
| Club                              | Div.          | Temporada     | Part. | Goles | Asist. | Part.            | Goles            | Asist.           | Part.                 | Goles                 | Asist.                | Part. | Goles | Asist. |
| --------------------------------- | ------------- | ------------- | ----- | ----- | ------ | ---------------- | ---------------- | ---------------- | --------------------- | --------------------- | --------------------- | ----- | ----- | ------ |
| América de Cali · Colombia        | 1.ª           | 2008          | 25    | 1     | 0      | 0                | 0                | 0                | —                     | —                     | —                     | 14    | 1     | 0      |
| América de Cali · Colombia        | 1.ª           | 2009          | 6     | 0     | 0      | 0                | 0                | 0                | —                     | —                     | —                     | 6     | 0     | 0      |
| América de Cali · Colombia        | 1.ª           | 2010          | 19    | 2     | 1      | 3                | 0                | 0                | —                     | —                     | —                     | 19    | 2     | 1      |
| América de Cali · Colombia        | 1.ª           | 2011          | 13    | 5     | 1      | 2                | 1                | 0                | —                     | —                     | —                     | 15    | 6     | 1      |
| América de Cali · Colombia        | Total club    | Total club    | 61    | 8     | 2      | 2                | 1                | 0                | 0                     | 0                     | 0                     | 63    | 9     | 2      |
| Estudiantes de La Plata Argentina | 1.ª           | 2012          | 11    | 5     | 0      | 0                | 0                | 0                | —                     | —                     | —                     | 11    | 5     | 0      |
| Estudiantes de La Plata Argentina | 1.ª           | 2013          | 31    | 13    | 1      | 2                | 3                | 0                | —                     | —                     | —                     | 33    | 16    | 1      |
| Estudiantes de La Plata Argentina | 1.ª           | 2014          | 2     | 1     | 0      | 0                | 0                | 0                | —                     | —                     | —                     | 2     | 1     | 0      |
| Estudiantes de La Plata Argentina | Total club    | Total club    | 44    | 19    | 1      | 2                | 3                | 0                | 0                     | 0                     | 0                     | 46    | 22    | 1      |
| S. S. C. Napoli · Italia          | 1.ª           | 2013-14       | 16    | 5     | 2      | 1                | 0                | 0                | 5                     | 2                     | 0                     | 22    | 7     | 2      |
| S. S. C. Napoli · Italia          | 1.ª           | 2014-15       | 21    | 6     | 1      | 1                | 0                | 1                | 9                     | 2                     | 1                     | 31    | 8     | 3      |
| S. S. C. Napoli · Italia          | Total club    | Total club    | 37    | 11    | 3      | 2                | 0                | 1                | 14                    | 4                     | 1                     | 53    | 15    | 5      |
| Udinese Calcio · Italia           | 1.ª           | 2015-16       | 25    | 8     | 2      | 1                | 0                | 0                | —                     | —                     | —                     | 26    | 8     | 2      |
| Udinese Calcio · Italia           | 1.ª           | 2016-17       | 38    | 10    | 3      | 1                | 1                | 0                | —                     | —                     | —                     | 39    | 11    | 3      |
| Udinese Calcio · Italia           | Total club    | Total club    | 63    | 18    | 5      | 2                | 1                | 0                | 0                     | 0                     | 0                     | 65    | 19    | 5      |
| U. C. Sampdoria · Italia          | 1.ª           | 2017-18       | 31    | 11    | 4      | 1                | 0                | 0                | —                     | —                     | —                     | 32    | 11    | 4      |
| U. C. Sampdoria · Italia          | Total club    | Total club    | 31    | 11    | 4      | 1                | 0                | 0                | 0                     | 0                     | 0                     | 32    | 11    | 4      |
| Atalanta B. C. · Italia           | 1.ª           | 2018-19       | 37    | 23    | 7      | 5                | 3                | 1                | 6                     | 2                     | 0                     | 48    | 28    | 8      |
| Atalanta B. C. · Italia           | 1.ª           | 2019-20       | 28    | 18    | 6      | 0                | 0                | 0                | 5                     | 1                     | 2                     | 33    | 19    | 8      |
| Atalanta B. C. · Italia           | 1.ª           | 2020-21       | 37    | 15    | 9      | 4                | 1                | 2                | 8                     | 3                     | 2                     | 49    | 19    | 13     |
| Atalanta B. C. · Italia           | 1.ª           | 2021-22       | 24    | 10    | 4      | 0                | 0                | 0                | 8                     | 3                     | 2                     | 32    | 13    | 6      |
| Atalanta B. C. · Italia           | 1.ª           | 2022-23       | 25    | 2     | 2      | 2                | 0                | 2                | —                     | —                     | —                     | 27    | 2     | 4      |
| Atalanta B. C. · Italia           | 1.ª           | 2023-24       | 2     | 1     | 0      | 0                | 0                | 0                | 0                     | 0                     | 0                     | 2     | 1     | 0      |
| Atalanta B. C. · Italia           | Total club    | Total club    | 153   | 69    | 28     | 11               | 4                | 5                | 27                    | 9                     | 6                     | 191   | 82    | 39     |
| Torino F. C. · Italia             | 1.ª           | 2023-24       | 35    | 12    | 4      | 1                | 0                | 0                | ―                     | ―                     | ―                     | 36    | 12    | 4      |
| Torino F. C. · Italia             | 1.ª           | 2024-25       | 7     | 3     | 0      | 2                | 1                | 0                | ―                     | ―                     | ―                     | 9     | 4     | 0      |
| Torino F. C. · Italia             | Total club    | Total club    | 42    | 15    | 4      | 3                | 1                | 0                | 0                     | 0                     | 0                     | 45    | 16    | 4      |
| Total carrera                     | Total carrera | Total carrera | 431   | 151   | 47     | 23               | 10               | 6                | 41                    | 13                    | 7                     | 495   | 174   | 60     |

### Hat-tricks
| 1 | 13 de febrero de 2011  | Pascual Guerrero, Cali           | América de Cali - Deportivo Pereira |  | 3 - 2 | Torneo Apertura 2011 |
| 2 | 9 de diciembre de 2018 | Stadio Friuli, Údine             | Udinese - Atalanta                  |  | 1 - 3 | Serie A 2018-19      |
| 3 | 20 de enero de 2019    | Estadio Benito Stirpe, Frosinone | Frosinone - Atalanta                |  | 0 - 5 | Serie A 2018-19      |
| 4 | 1 de marzo de 2020     | Stadio Via del Mare, Lecce       | US Lecce - Atalanta                 |  | 2 - 7 | Serie A 2019-20      |

## Palmarés

### Títulos nacionales
| Título              | Club            | País     | Año     |
| ------------------- | --------------- | -------- | ------- |
| Categoría Primera A | América de Cali | Colombia | 2008-II |
| Copa Italia         | Napoli          | Italia   | 2013-14 |
| Supercopa de Italia | Napoli          | Italia   | 2014    |

### Distinciones individuales
| Distinción                                          | Año  |
| --------------------------------------------------- | ---- |
| Incluido en el Equipo del Año en la Serie A 2018-19 | 2019 |

### Títulos amistosos
| Título                      | Club            | País    | Edición |
| --------------------------- | --------------- | ------- | ------- |
| Torneo Esperanzas de Toulon | Colombia Sub-20 | Francia | 2011    |